# La Page arrachée
Pour plus de détails, voir Fiche technique et Distribution.
La Page arrachée (Lost) est un film britannique réalisé par Guy Green, sorti en 1956.

## Synopsis
Lee et Sue Cochrane découvrent que leur enfant a été enlevé, pendant que sa nounou était entrée dans une pharmacie. La police promet de tout faire pour le retrouver mais les pistes sont minces.

## Fiche technique
- Titre original : Lost
- Titre français : La Page arrachée
- Réalisation : Guy Green
- Scénario : Janet Green
- Direction artistique : Cedric Dawe, Harry Pottle
- Costumes : Yvonne Caffin
- Photographie : Harry Waxman
- Son : Gordon K. McCallum, John W. Mitchell
- Montage : Anne V. Coates
- Musique : Benjamin Frankel
- Production exécutive : Earl St. John
- Production : Vivian Cox
- Production associée : Peter Noble
- Société de production : The Rank Organisation Film Productions
- Société de distribution : J. Arthur Rank Film Distributors
- Pays d'origine :  Royaume-Uni
- Langue originale : anglais
- Format : couleur (EastmanColor) — 35 mm — 1,66:1 — son mono
- Genre : Film policier
- Durée : 89 minutes
- Dates de sortie : 
  - Royaume-Uni : 31 janvier 1956
  - France : 27 septembre 1956
- Affiche : Gilbert Allard (France)

## Distribution
- David Farrar : Détective Inspecteur Craig
- David Knight : Lee Cochrane
- Julia Arnall (en) : Sue Cochrane
- Anthony Oliver : Sergent Lyel
- Eleanor Summerfield : Sergent Cook
- Anna Turner : Mme Robey
- Anne Paige : la nounou
- Thora Hird : la logeuse de Kelly
- Marjorie Rhodes : Mme Jeffries
- Everley Gregg : la vicomtesse
- Meredith Edwards : Sergent Davies
- Irene Prador : Mitzi
- Anita Sharp-Bolster : Miss Gill
- Beverley Brooks : Pam
- Brenda Hogan : la secrétaire de Sue
- Shirley Anne Field : la jeune femme au garage de taxis
- Eileen Peel : Henrietta Gay